# Der blinde Spiegel
Der blinde Spiegel ist ein Kurzroman von Joseph Roth, erschienen 1925 in Berlin bei Johann Heinrich Wilhelm Dietz Nachf.

## Inhalt
Die Handlung führt in die Mitte des Ersten Weltkriegs nach Wien und endet dort im März 1920.
Fini, im April 1900 geboren, arbeitet in der Kanzlei von Doktor Finkelstein als Stenotypistin. Zusammen mit der Mutter, der älteren Schwester und dem jüngeren Bruder bringt sich das Mädchen recht und schlecht durch. Nachdem sie entlassen wurde findet sie zum Glück eine neue Stelle in einer großen Warenzentrale. Finis Vater kehrt aus dem Felde heim. Durch eine Granate ist er taub geworden, er humpelt und geht am Stock.
Der erste Mann, mit dem Fini schläft, ist der Geiger Ludwig, der bereits mit ihrer älteren Schwester eine Affäre hatte und sie sitzengelassen hat. Ludwig gibt Fini ein Heiratsversprechen, hält es jedoch nicht.
Nach dem Krieg verliebt sich Fini in Rabold, den Redner. Doch der Mann verlässt sie, und sie sieht ihn nie wieder. Zwar schickt er ihr Geld, aber Fini legt die Scheine achtlos beiseite. Sie isst nicht mehr und trauert ihm nach. Schließlich verlässt sie die Stadt, fällt in einen Fluss und ertrinkt.

## Zitat
- „Wer aber, wie wir, aus den engen Häusern kommt und in den Zimmern mit den blinden Spiegeln heranwächst, bleibt zage und gering sein ganzes Leben lang.“[1]

## Form
Der blinde Spiegel umfasst 19 Kapitel. Das Leitmotiv Musik (Schwerhörigkeit des Vaters, Maler Ernstens Schopenhauersche Musikästhetik, Finis Liebschaft zum Komponisten Ludwig, des Vaters wiedererlangte Gehör, Rabolds Stimme) wird von Roth bis zum Ableben der Protagonistin variiert. Gleichfalls werden die Naturmotive (Regen, Wolken, Himmel) und die Postkommunikation aufgegriffen. Die Sprache ist bildlich und enthält Vergleiche, Metaphern und Adjektiven. Zugleich sind die Sätze meist kurz und beinhalten knappe Beschreibungen sowie Aufzählungen.

## Interpretationen
Roths Biograph Wilhelm von Sternburg sieht in der Erzählung ein „Nebenwerk [...] im Stile der Wiener Schule“  und erkennt in der Hauptfigur nur ein Wiener Madl, die tragisch gescheitert sei. Nach Lothar Köhn könne Fini aufgrund ihrer Anstellung lediglich als ein Ausläufer des süßen Mädel gelten, besonders ihrer Arbeitslosigkeit lässt sie vielmehr als „aktuelle Figur“ erscheinen. David Bronsen ordnet die Erzählung werksgeschichtlich als Komplementärgeschichte zu April und in der Hauptfigur eine Weiterentwicklung der für das Lebensglück ihres Sohnes sich opfernden Mutter Barbara. Im Gegensatz zu von Sternburg will er die mystische Verklärung des Selbstmordes nicht gelten lassen und rekurriert auf die abschließende Nachgeschichte, wonach die Leiche ins Anatomische Institut überführt werde. Vielmehr sei das Ende eine „bereitliegende Chiffre für trostloses Alleinsein und existentielle Haltlosigkeit.“ Sebastian Kiefer deutet die Hauptfigur religionsphilosophisch. Fini sei im „grüblerischem Narzißmus“ gefangen, die im Angesicht der transzendentalen Obdachlosigkeit sich der Gewalt ausliefere und über der Simulation der Transzendenzanstrengungen nicht hinauskomme. Laut zeitgenössischer Literaturkritik schrieb Joseph Roth den Blinden Spiegel in Paris mit viel Virtuosität. Steierwald belegt die „subjektzentrierte Sicht“ in der Erzählung mit Beispielen.